# Laisenia Qarase

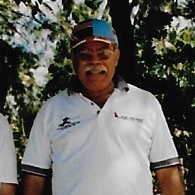
Laisenia Qarase (2004)

Laisenia Qarase [ŋɡaˈrase] (* 4. Februar 1941 in Vanua Balavu; † 21. April 2020 in Suva) war zwischen 2000 und 2006 der Ministerpräsident von Fidschi. Er kandidierte im Jahre 2006 zum zweiten Mal für die Regierungspartei SDL (Fijian People’s Party) und wurde am 18. Mai 2006 mit einer knappen absoluten Mehrheit wiedergewählt. Seine Regierungspartei gewann 36 von 71 Sitzen im Repräsentantenhaus.
Qarase studierte Wirtschaft an der Universität von Auckland, Neuseeland. Ab 1983 stand er an der Spitze der Entwicklungsbank, ab 1998 dann der Handelsbank von Fidschi. 1999 wurde er zum Senator ernannt. Nach dem im Mai 2000 gescheiterten Putsch des  Nationalistenführers George Speight wurde Qarase am 3. Juli als Chef einer Interimsregierung eingesetzt.
Am 15. März 2001 löste er das Parlament auf und setzte für den 25. August Neuwahlen an. Mit der indigenen Partei Soqosoqo Duavata ni Lewenivanua siegte er bei der Abstimmung und wurde am 10. September 2001 als Regierungschef vereidigt.
Anfang Dezember 2006 putschte die Armee gegen ihn. Der Armeechef der Fidschi-Inseln, „Frank“ Bainimarama, ließ am 4. Dezember große Teile der Polizei entwaffnen und postierte seine Soldaten an strategisch wichtigen Punkten in der Hauptstadt Suva. In einer „Pressekonferenz“, bei der keine Fragen erlaubt waren, vermied er es, von einer Machtübernahme zu sprechen, obwohl er angeblich schon ein Übergangskabinett gebildet haben soll.
Nach dem Militärputsch Ende 2006 zog er sich aus der Politik zurück.